# المتحف الوطني للفنون الشرقية

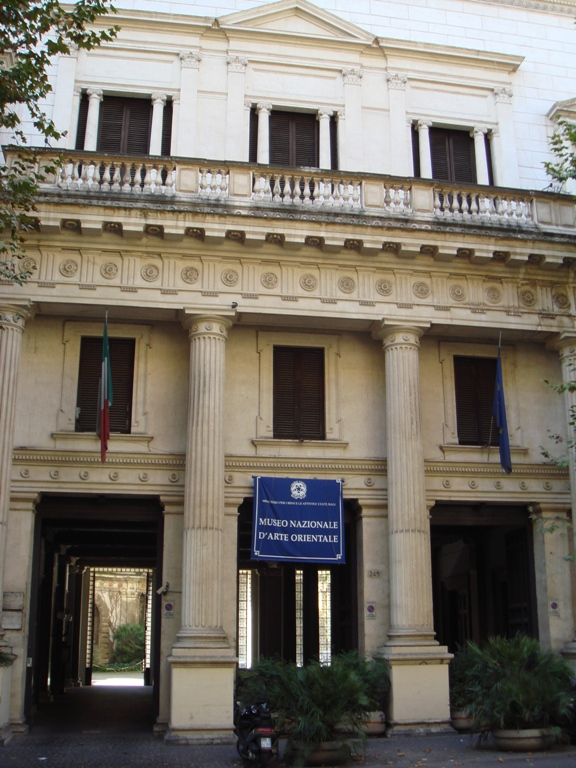
مبنى المتحف الوطني للفنون الشرقية

المتحف الوطني للفنون الشرقية (بالإيطالية: Museo Nazionale d'Arte Orientale)‏ هو عبارة عن متحف صغير يقع في مدينة روما على بعد مسافة قصيرة من كاتدرائية سانت ماريا ماجوري وهذا المتحف متخصص للفنون الشرق (من اليابان إلى الشرق الأوسط) وقد تأسس هذا المتحف في سنة 1957.